# Nastro (tessitura)

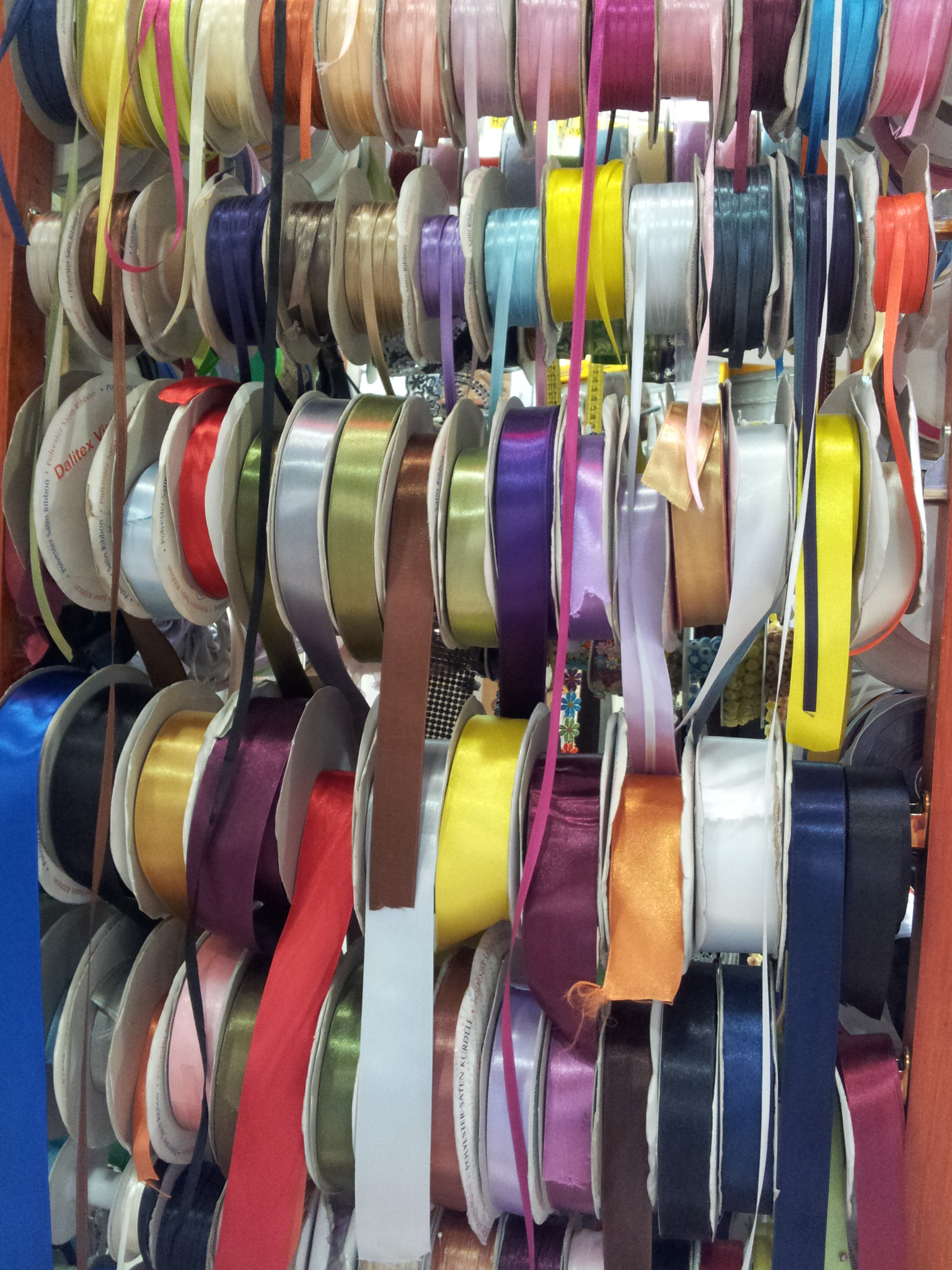
Nastri colorati

Il nastro è una sottile striscia di materiale flessibile, solitamente tessuto ma anche di plastica o carta. Il suo uso è strutturale: legare, chiudere, reggere o semplicemente decorativo. Oltre che decorativo il nastro ha una funzione simbolica: forma coccarde, porta medaglie, con colori e disegni particolari indica i gradi sulle divise militari, viene tagliato nelle inaugurazioni.

## Nastro tessuto

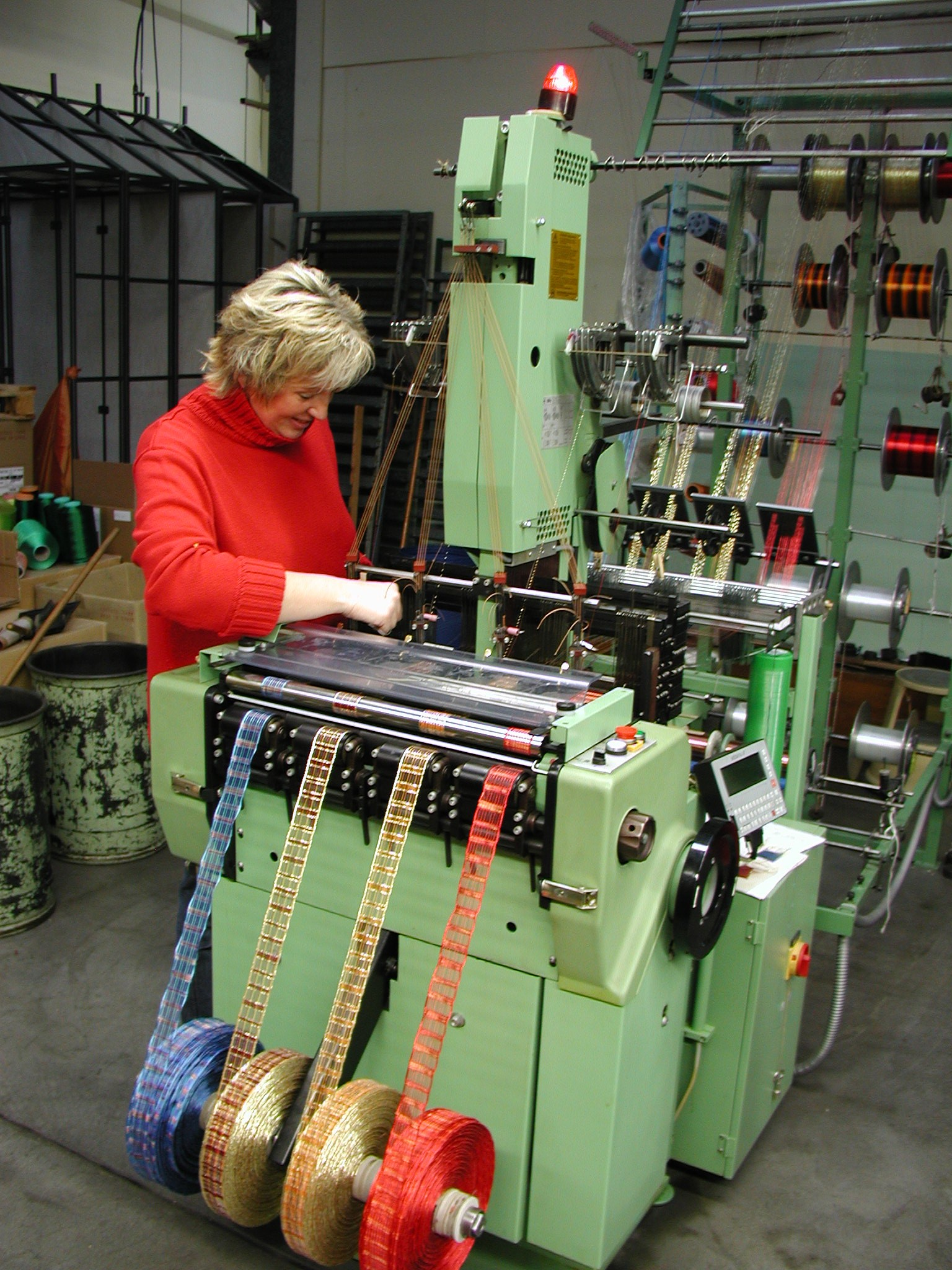
Telaio che produce quattro nastri simultaneamente

Dei nastri in tessuto va detto, che rispetto alla normale tessitura, fondamentalmente avviene in un modo contrario, per distinguere, prendiamo questo parametro, chiamiamo tessitura bassa i nastri e tessitura alta tutti gli altri tipi di tessuti, ovvero tessuti per arredamento, abbigliamento, casalinghi, zaini, valigie ecc. ecc.
Fatto questa premessa cerchiamo di capirne le differenze, nei tessuti alti abbiamo, salvo casi particolari, un filo di trama ad ogni cambio passo di ordito, mentre nel nastro abbiamo la trama due volte nello stesso passo, questo perché la trama viene portata da un falcetto (o tramatore) all'interno del passo e viene agganciata da un ago dove viene tenuta e ad ogni passo la lega con se stessa, quindi si ha un'andata e un ritorno di trama, la trama che viene legata sull'ago forma una catenella tale e quale a quella che si fa all'uncinetto da ricamo 
Nella tessitura alta, prevale l'effetto trama, ossia da un unico ordito, cambiando il movimento dei fili e alternando i colori delle trame abbiamo un'infinità di variabili, al contrario nei nastri quello che prevale è l'ordito, per es. se devo fare 100 di tessuto con 10 colori, nella tessitura alta avrò 1000 mt di ordito e cambierò una sola bobina di filo ogni 100 mt. per colore, a differenza per il nastro dovrò preparare 10 orditi colorati e ad ogni cambio colore un'annodatura e conseguente passaggio nodi in macchina pari al numero di fili d'ordito

I nastri, con frange e altre bordure di passamaneria, sono prodotti da un settore specializzato dell'industria tessile. La caratteristica di un telaio da nastri è la produzione simultanea di più nastri, nei moderni telai automatizzati fino a 40. Vengono prodotti in seta, con armatura raso che ne esalta la mano lucida o come rep se è necessario un certo peso, anche se il poliestere la sta soppiantando per la sua economicità.

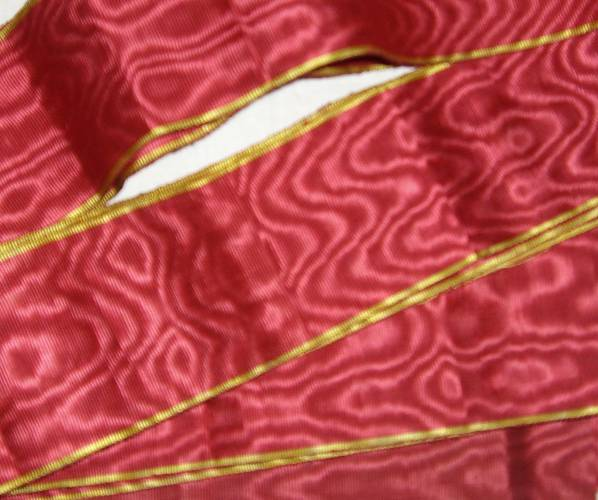
Nastro in seta marezzato

Spesso i nastri di tessuto hanno un rinforzo sui lati esterni (cimossa) per dare maggior solidità e permetterne il riutilizzo, il rinforzo può contenere un sottile filo metallico che permette di tenere la forma per le decorazioni. Nastri economici vengono prodotti tagliando pezze di stoffa già fatte con fibre sintetiche e termosaldando i lati per evitare la sfilatura.
Trovano impiego nel campo della moda come lacci e stringhe o per la decorazione di: abbigliamento infantile e femminile, biancheria intima, arredamento, costumi teatrali e carnevaleschi e nelle acconciature femminili.

## Nastro per pacchi

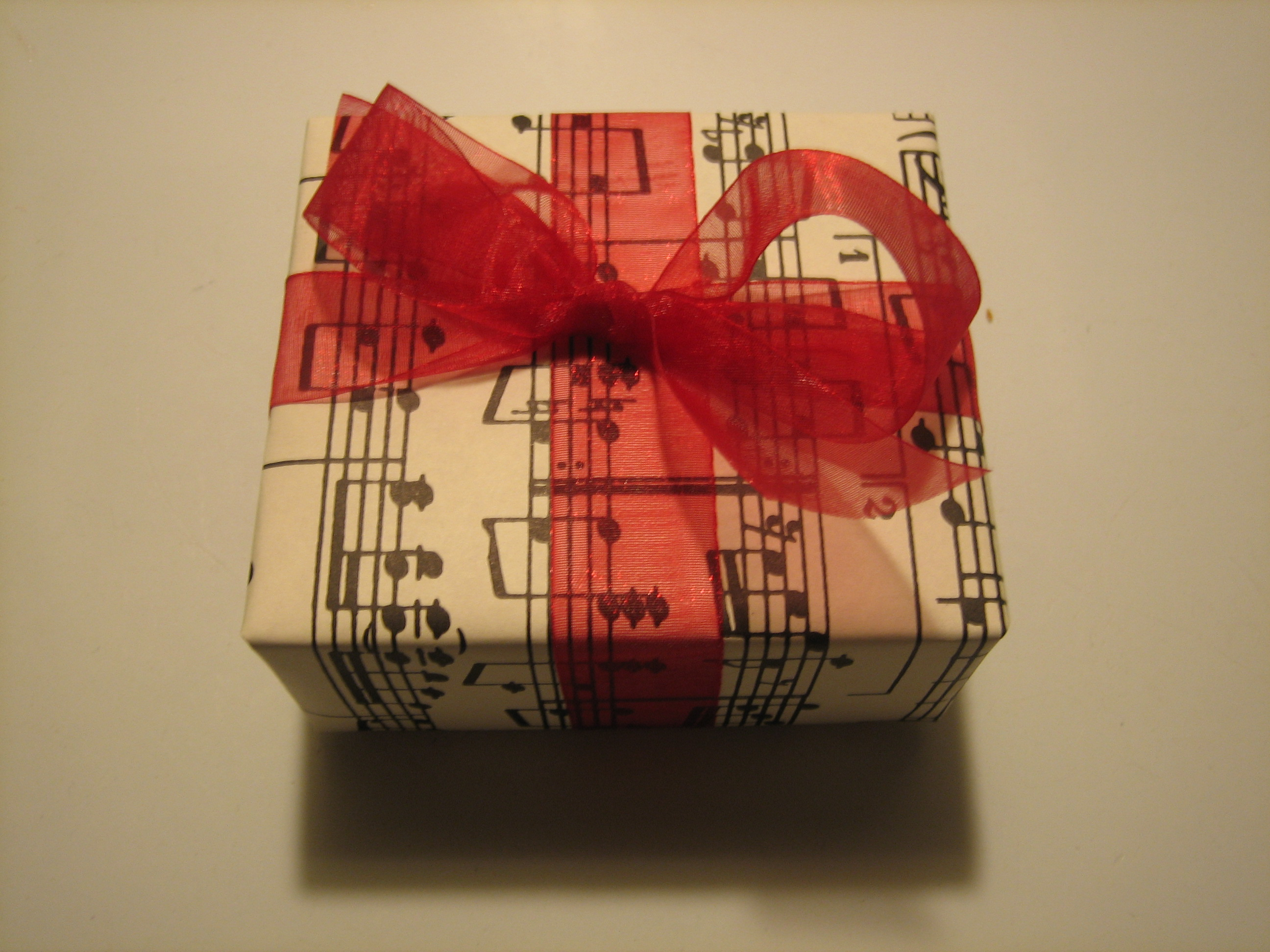
Regalo impacchettato con nastro trasparente

Un uso dei nastri è quello di legare i pacchetti dei regali. Un tempo erano nastri in tessuto ma la diffusione delle materie plastiche li ha quasi completamente sostituiti in questo campo e in quello dell'addobbo fioristico.